# Vieni nel mio cuore
Vieni nel mio cuore è un singolo del cantautore italiano Ultimo, pubblicato il 25 maggio 2022 come primo estratto dal quinto album in studio Alba.

## Descrizione
Il brano, scritto e prodotto tra Roma e Los Angeles durante le prove per il tour Ultimo Stadi 2022, parla del legame del cantautore con i concerti.

## Video musicale
Il video musicale, diretto dagli YouNuts!, duo composto da Antonio Usbergo e Niccolò Celaia, è stato pubblicato il 20 giugno 2022 attraverso il canale YouTube del cantautore. Il video mostra le immagini delle prime date del tour Ultimo Stadi 2022, in particolare la data zero del 5 giugno allo stadio comunale di Bibione e le due date dell'11 e del 12 giugno allo stadio Artemio Franchi di Firenze, alternate a momenti di backstage.

## Tracce
Testi e musiche di Niccolò Moriconi.
1. Vieni nel mio cuore – 2:53

## Classifiche

### Classifiche settimanali
| Classifica (2022) | Posizione massima |
| ----------------- | ----------------- |
| Italia            | 19                |

### Classifiche di fine anno
| Classifica (2022) | Posizione |
| ----------------- | --------- |
| Italia            | 45        |